# Musik in Polen

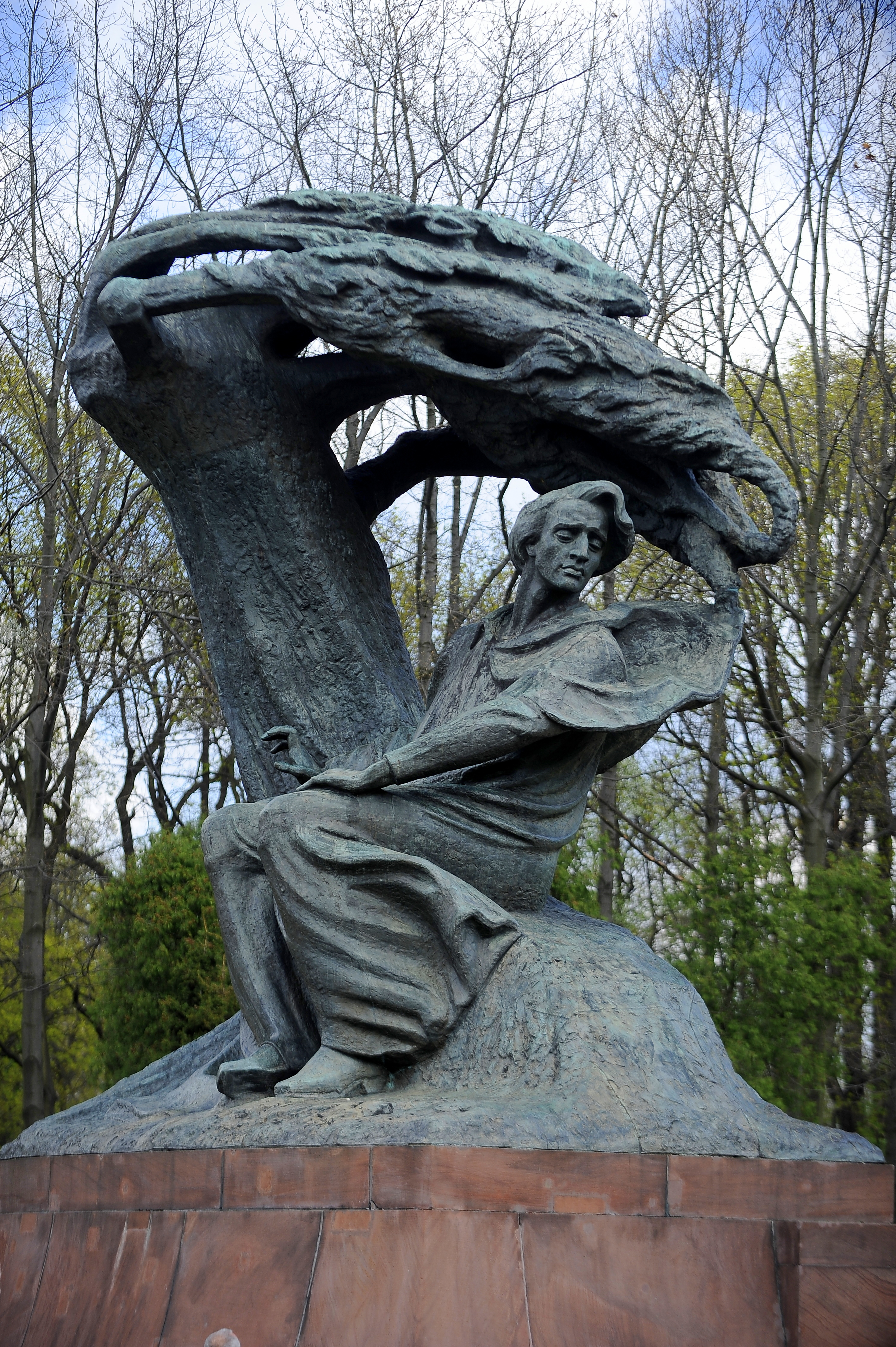
Chopin-Denkmal in Warschau

## Geschichte
Die Geschichte der polnischen Musik umfasst den Zeitraum vom Mittelalter bis zur Neuzeit.

### Mittelalter
Der erste namentlich bekannte Musiker Polens ist der Dominikaner Wincenty z Kielczy, der in der ersten Hälfte des 13. Jahrhunderts lebte und die Hymne „Gaude Mater Polonia“ schrieb. Dagegen ist der Autor des ältesten bekannten polnischen Liedes Bogurodzica unbekannt.
Neben Hymnen zeichnete sich die mittelalterliche polnische Musik durch Tänze aus. Mikołaj Radomski schrieb diese am Anfang des 15. Jahrhunderts auf.

### Renaissance
In der Renaissance kamen viele italienische Musiker an den polnischen Königshof. Mikołaj Gomółka war der bekannteste polnische Komponist des 16. Jahrhunderts. Er schrieb Kompositionen unter anderem zu den Gedichten von Jan Kochanowski („Melodie na Psałterz polski“). Andere wichtige Renaissancekomponisten am polnischen Königshof waren Wacław z Szamotuł und Mikołaj Zieleński.
1628 wurde in Warschau die erste Oper außerhalb Italiens aufgeführt: Galatea. Die italienischen Opernkomponisten Luca Marenzio, Giovanni Francesco Anerio und Marco Scacchi waren zur Barockzeit in Warschau tätig. Während der relativ kurzen Regentschaft von Władysław IV. Wasa von 1634 bis 1648 wurden in Warschau mehr als zehn Opern aufgeführt, womit Warschau zu dieser Zeit zum wichtigsten Opernzentrum außerhalb Italiens wurde. Die erste Opernkomponistin der Welt, Francesca Caccini, schrieb ihre erste Oper La liberazione di Ruggiero dall’isola d’Alcina für den polnischen König, als dieser noch ein Prinz war.

### Barock
Die polnischen Barockkomponisten komponierten vor allem Kirchenmusik, allen voran ihr bekanntester Schöpfer Adam Jarzębski. Zu dieser Zeit entstand auch die Polonaise als Tanz an polnischen Höfen, während die bäuerliche Gesellschaft regional unterschiedliche Tänze wie die Mazurkas, Krakowiaks und Chodzony und die auch in Tschechien bekannten Polkas entwickelte.

### 18. Jahrhundert
Die wichtigsten Polonaise-Komponisten im 18. Jahrhundert waren Michał Kleofas Ogiński, Karol Kurpiński, Juliusz Zarębski, Henryk Wieniawski, Mieczysław Karłowicz und Joseph Elsner.

### 19. Jahrhundert
Frédéric Chopin brachte in der ersten Hälfte des 19. Jahrhunderts die Polonaise zur Vollendung. Er gilt als einer der größten polnischen Komponisten.
Im 19. Jahrhundert entwickelte Stanisław Moniuszko die moderne polnische Oper, deren berühmtestes Werk Halka ist.

#### Traditionelle Musik
Oskar Kolberg begann zu dieser Zeit die polnische Folkloremusik zu sammeln und niederzuschreiben. Seinen Werken verdanken die Folkloreensembles Mazowsze, Słowianki und Śląsk ihr Entstehen. Karol Szymanowski, der sich in Zakopane niederließ, entdeckte die traditionelle Musik der Goralen in Podhale, die er im 19. Jahrhundert weiter entwickelte.

### Zwischenkriegszeit
Der Pianist und Komponist als auch ein einflussreicher Politiker Ignacy Jan Paderewski wurde 1919 Ministerpräsident Polens und vertrat es bei der Pariser Friedenskonferenz.
Berühmte Komponisten der Zwischenkriegszeit waren auch Arthur Rubinstein, Grażyna Bacewicz, Zygmunt Mycielski, Michał Spisak und Tadeusz Szeligowski.

### Musik im Zweiten Weltkrieg
Die polnische Kultur wurde während des Zweiten Weltkrieges von den beiden Besatzungsmächten, dem Dritten Reich und der Sowjetunion, unterdrückt. Musik war dabei die relativ am wenigsten eingeschränkte kulturelle Aktivität. Zahlreiche musikalische Veranstaltungen wurden in Cafés und in Kirchen erlaubt und der polnische Untergrund beschloss lediglich Propaganda-Opern zu boykottieren.

#### Musik im Untergrund
Die polnische Musik, einschließlich Orchester, begab sich auch in den Untergrund. Hervorragende polnische Musiker und Regisseure (Adam Didur, Zbigniew Drzewicki, Jan Ekier, Barbara Kostrzewska, Zygmunt Latoszewski, Jerzy Lefeld, Witold Lutosławski, Andrzej Panufnik, Piotr Perkowski, Edmund Rudnicki, Eugenia Umińska, Jerzy Waldorff, Kazimierz Wiłkomirski, Maria Wiłkomirska, Bolesław Woytowicz, Mira Zimińska) traten in Restaurants, Cafés und in Privathäusern auf. Es wurden auch patriotische Lieder, wie „Siekiera, motyka“, das bekannteste Lied aus dem besetzten Warschau, komponiert. Jüdische Musiker (z. B. Władysław Szpilman) und Künstler traten ebenfalls in Ghettos und sogar in Konzentrationslagern auf. Auch wenn viele von ihnen starben, konnten einige im Ausland überleben, wie etwa Alexandre Tansman in den Vereinigten Staaten und Eddie Rosner sowie Henryk Wars in der Sowjetunion.

#### Musik im Exil
Viele polnische Musiker waren im Ausland, außerhalb des besetzten Europas, tätig. Es gab Künstler, die für die polnischen Streitkräfte im Westen ebenso wie für die polnischen Streitkräfte im Osten auftraten. Zu den Musikern, die für das 2. Polnische Korps im Kabarett „Polnische Parade“ auftraten, gehörten Henryk Wars und Irena Anders. Das beliebteste Lied der Soldaten, die unter den Alliierten kämpften war das „Czerwone maki na Monte Cassino“ (Der rote Mohn am Monte Cassino), das von Feliks Konarski und Alfred Schütz 1944 komponiert wurde.

## Zeitgenössische Musik

### Klassische Musik
Die zeitgenössische polnische Musik wird von Stanisław Skrowaczewski, Roman Palester, Andrzej Panufnik, Tadeusz Baird, Bogusław Schaeffer, Włodzimierz Kotoński, Witold Szalonek, Krzysztof Penderecki, Witold Lutosławski, Wojciech Kilar, Kazimierz Serocki, Henryk Mikołaj Górecki, Krzysztof Meyer, Paweł Szymański, Krzesimir Dębski, Hanna Kulenty, Eugeniusz Knapik und Jan A. P. Kaczmarek repräsentiert.

### Polski Jazz
Jazz gehört zu den bevorzugten Musikrichtungen in Polen. Die polnische Jazz-Szene zählt zu den aktivsten in Europa.
In der Zeit des Tauwetters der 1950er Jahre entwickelte sich der Jazz als eigenständiger Stil – „Polski Jazz“, zu einer wichtigen Musikrichtung des Landes. 1956 trat Krzysztof Komeda auf dem Jazz-Festival von Sopot erstmals vor einem großen Publikum auf. Er wurde zum Begründer einer polnischen Jazz-Tradition.
Zum wichtigsten Jazz-Festival in Polen wurde ab 1958 das Warschauer Jazz Jamboree, das zunächst im Studentenklub „Stodoła“ (Die Scheune) und ab 1965 im großen Kongresssaal des Warschauer Kulturpalasts stattfand, und wo schon zur Zeit der Volksrepublik Polen US-amerikanische Musiker wie etwa Miles Davis (1983) auftraten. Großer Beliebtheit erfreut sich auch das Breslauer Festival Jazz nad Odrą. Legendär wurden auch Jazzclubs, wie Warschauer Hybrydy und Akwarium oder der Krakauer Club „Pod Jaszczurami“.
Polnische Jazzmusiker werden zu den besten Europas gezählt. Zu den international anerkannten Vertretern des polnischen Jazz gehören Jazzmusiker wie: Tomasz Stańko, Zbigniew Namysłowski, Jan Wróblewski, Adam Makowicz, Michał Urbaniak, Vladyslav Sendecki, Urszula Dudziak, Leszek Możdżer, Andrzej Trzaskowski, Marcin Wasilewski, Zbigniew Seifert, Janusz Stefański, Leszek Zadlo, Vitold Rek, Mikołaj Trzaska.
Eine spezifisch polnische Erscheinung ist der sog. Yass, eine Mischung aus (Free) Jazz, Rock und elektronischer Musik, die in den 90er Jahren v. a. in Danzig und Bydgoszcz entstand und prägend für die Entwicklung der polnischen Jazz-Szene im 21. Jahrhundert war.

### Volks- und Weltmusik
Die polnische Folklore und Volksmusik wird noch in ländlichen Gebieten gepflegt. Diese Musik steht in direkter Verbindung zum Tanz, polnischen Bräuchen und Festtagen. Eine Besonderheit ist hier die Folklore der Goralen aus den bergigen Regionen Südpolens.
Die Weltmusik ist auch Teil der Kulturlandschaft in Polen. In den letzten Jahren zeichnet sich eine Wiederbelebung der Ethno-Musik in Polen. Die Folk-Gruppe Warsaw Village Band wurde 2004 bei den BBC Radio 3 Awards for World Music als bester Newcomer geehrt.
Klezmer-Bands, wie Kroke, Cracow Klezmer Band oder Max Klezmer Band, versuchen die jüdische Tradition in Polen zu beleben und fortzusetzen.
Zu den polnischen Volksmusikinstrumenten gehören das Akkordeon, das Hackbrett cymbały, die Streichlauten suka, mazanki und złóbcoki, die Sackpfeifen kozioł, dudy und koza sowie die hölzernen Langtrompeten trombita und bazuna.

### Popmusik
Die polnische Popmusik erfreut sich einer großen Beliebtheit innerhalb Polens. Die englische Sprache spielt eher eine kleine Rolle in den Songs der polnischen Musikkünstler.

### Gesungene Poesie
Ein typisch polnisches Genre ist die Gesungene Poesie (poezja śpiewana), deren Künstler Gedichte vertonen – sowohl eigene als auch die von bekannten polnischen Dichtern wie Julian Tuwim, Bolesław Leśmian oder Konstanty Ildefons Gałczyński. Musikalisch bedient sich die Gesungene Poesie der Elemente vieler Genres, insbesondere Jazz, Rockmusik, Folk und Chanson. Zu den bekanntesten Vertretern dieses Genres gehören Grzegorz Turnau, Marek Grechuta, Jacek Kaczmarski, Ewa Demarczyk sowie die Bands Stare Dobre Małżeństwo, Raz, Dwa, Trzy, Wolna Grupa Bukowina.

### Disco Polo
Disco Polo ist eine genuin polnische Variante des Euro Disco, die sich durch große Popularität in Polen auszeichnet. Die nahezu ausschließlich polnischen Texte behandeln meist auf einfache Weise Themen wie Liebe und Feiern; die Musik basiert auf einfachen, oft von der Volksmusik inspirierten Melodien, die mit Hilfe eines für die Disco-Musik typischen Instrumentariums gespielt werden.

### Hip-Hop
Der Hip-Hop genießt in Polen eine große Popularität. Seit den späten 1990er Jahren gehört er fest zur polnischen Popmusik-Szene. Dabei haben sich über die Jahre verschiedene Strömungen herausgebildet. Zu den bedeutendsten Künstlern gehören Paktofonika, Peja, DonGURALesko, Fisz, O.S.T.R.

### Heavy Metal
In Polen existiert eine bedeutende Metal-Szene, deren Vertreter teilweise international bekannt sind. Dominierendes Subgenre ist der Death Metal bzw. Black Metal. Eine internationale Bekanntheit erreichten Bands wie Vader, Decapitated, Vesania, Hate, Trauma, Mgła oder Behemoth.

## Musikveranstaltungen
- Internationaler Chopin-Wettbewerb in Warschau
- Warschauer Herbst
- Internationaler Henryk-Wieniawski-Violinwettbewerb in Posen
- Wratislavia Cantans, Klassik, Breslau
- Jazz Jamboree in Warschau
- Warsaw Summer Jazz Days in Warschau
- Rawa Blues Festival in Katowice
- Ostróda Reggae Festiwal
- Piknik Country in Mrągowo
- Jüdisches Kulturfestival in Krakau
- Sopot Festival
- Krajowy Festiwal Piosenki Polskiej w Opolu
- Haltestelle Woodstock (seit 1995) Rock, Kostrzyn nad Odrą in Woiwodschaft Lebus, 500.000[16] Besucher (2009)
- Festival in Jarocin
- Metalmania (seit 1986), Metal, Katowice, 20.000[17] Besucher (2008)
- Sunrise Festival, Techno, Kołobrzeg, 50.000[18] Besucher (2007)
- Open’er Festival in Gdynia
- Off Festival in Katowice